# Epilobium hypericifolium
Epilobium hypericifolium är en dunörtsväxtart som beskrevs av Ignaz Friedrich Tausch. Epilobium hypericifolium ingår i släktet dunörter, och familjen dunörtsväxter. Inga underarter finns listade i Catalogue of Life.